# 하와이 허니문
《하와이 허니문》(Parent Trap Hawaiian Honeymoon)은 미국에서 제작된 몰리 밀러 감독의 1989년 영화이다. 페어런트 트랩 3의 시퀄이자 페어런트 트랩 시리즈 중 4번째 작품이다. 헤일리 밀즈 등이 주연으로 출연하였고 리처드 루크 로스차일드 등이 제작에 참여하였다.

## 출연

### 주연
- 헤일리 밀즈
- 베리 보스트윅

### 조연
- 리나 크릴
- 존 M. 잭슨
- 사샤 미첼

## 기타
- 원작자: 에리히 캐스트너
- 미술: 로저 마우스
- 의상: 톰 브론슨
- 배역: 앨리슨 존스